# Munster Rugby
Pour les articles homonymes, voir Munster.
Maillots
Actualités
Dernière mise à jour : 22 septembre 2024.
Munster Rugby, officiellement the Irish Rugby Football Union Munster Branch, et une des quatre branches de l’Irish Rugby Football Union, est chargée du rugby à XV dans la province irlandaise du Munster. La branche est également responsable de l’équipe provinciale du Munster, qui participe au United Rugby Championship et à la Champions Cup (voir Rugby à XV en Irlande). Elle fut fondée en 1879.
L’équipe du Munster est constituée à partir de joueurs des clubs locaux comme Shannon RFC (fondé en 1884), Cork Constitution (fondé en 1892), Garryowen (fondé en 1884), UL Bohemian et Young Munster.

## Historique
Avec l'arrivée du rugby en Irlande à la fin du XIXe siècle, l'Irlande s'est couvert de clubs, et la province du sud-est également. C'est le cas à Limerick où de nombreuses équipes se créé tel que le Shannon RFC, le Garryowen FC, le Young Munster RFC ou encore l'UL Bohemian RFC. Mais aussi à Cork, avec le Cork Constitution ou encore le Dolphin RFC. Ces différentes équipes disputent alors à partir de 1886 pour la coupe et 1902 pour le championnat, jusqu'à la Seconde Guerre mondiale à l'échelle de la province entre les équipes composées de joueurs amateurs. Mais après cette guerre, en 1946, la IRFU décide, afin de rendre son équipe nationale plus performante d'organiser un championnat inter-provinces entre le Connacht, le Leinster, l'Ulster et le Munster, qui sélectionneront parmi les équipes présentes sur leur territoire les meilleurs joueurs possibles. Mais avec l'avènement du professionnalisme dans le rugby, la IRFU adapte son système et crée en 1991 le championnat d'Irlande de rugby à XV pour les clubs. Le championnat inter-provinces continue en parallèle jusqu'en 2002, date de création de la Celtic League où les quatre équipes des quatre provinces irlandaises deviennent professionnelles et disputent alors le Pro12 avec des équipes galloises, écossaises et italiennes.
La sélection de la province du Munster remporte alors 22 fois le titre de meilleure province irlandaise en rugby à XV. Après 2002, ce titre existe toujours mais de façon honorifique.

## Clubs de la province

Provinces irlandaises de rugby à XV.

Les clubs disputent la All Ireland League, le championnat de clubs irlandais.
La saison de la All Ireland League 2007-2008 a vu le succès de l'équipe de Cork Constitution qui a devancé lors de la phase championnat deux autres clubs de la province du Munster (Garryowen et Shannon). La finale a vu la victoire de Cork Constitution sur Garryowen 18-8.
En 2008-2009, Cork Constitution a réitéré sa domination, et les trois premières places étaient occupées par les mêmes équipes de la province du Munster. Cette fois Shannon (club basé à Limerick juste à côté des installations de Thomond Park) précédait Garryowen (autre club du comté de Limerick). La première demi-finale opposant Cork Constitution à Clontarf a cependant vu la victoire du club issu de la province de Leinster 25-6. Dans la seconde demi-finale qui opposait deux équipes de la province du Munster, Shannon a pris sa revanche sur Garryowen par une victoire 16-12. La finale aura lieu à Thomond Park le 9 mai et opposera donc Shannon (Limerick) à Clontarf (Dublin). Clontarf étant le club de Bernard Jackman, le talonneur du Leinster qui a battu le Munster en demi-finale de la H-Cup 2009 à Dublin le 2 mai, et Shannon celui de son homologue du Munster Jerry Flannery, ce match aura sûrement un parfum de revanche.
Lors de la saison 2008-2009, plusieurs joueurs affiliés à l'équipe de Cork Constitution étaient sous contrat avec l'équipe du Munster  : Ronan O'Gara, Donncha O'Callaghan, Denis Hurley, Mick O'Driscoll, Denis Leamy ou encore Denis Fogarty. L'équipe du Young Munster RFC fournissait quant à elle le solide deuxième ligne et capitaine Paul O'Connell et le jeune arrière prometteur Keith Earls.

## Emblèmes

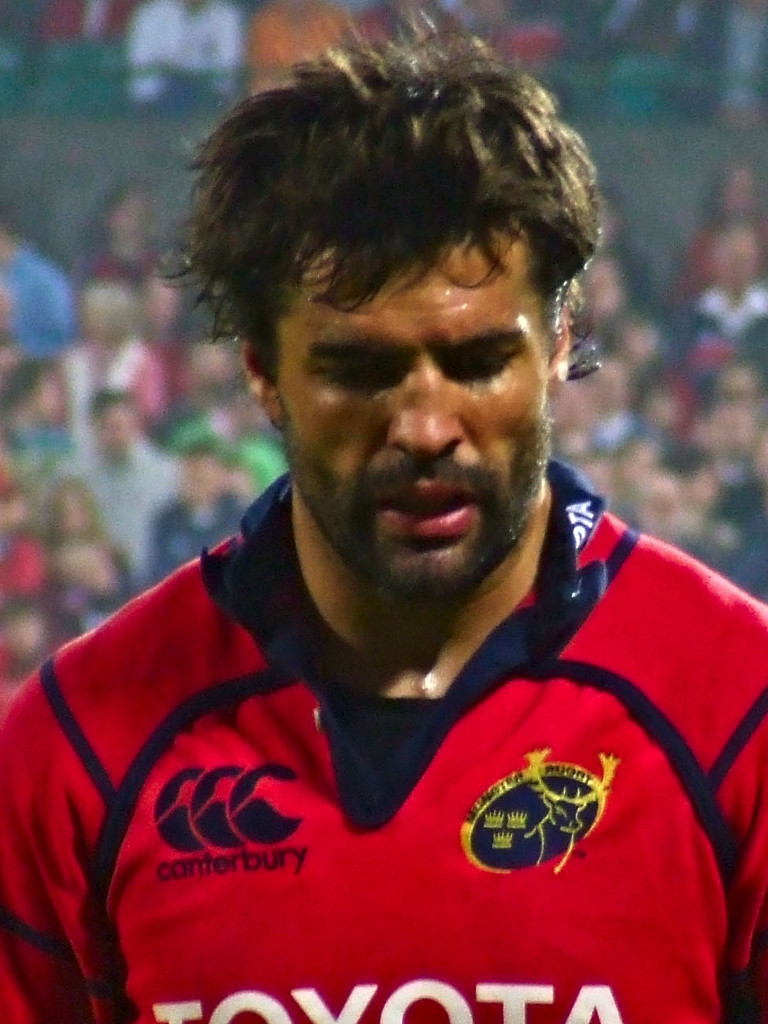
Brian Carney sous les couleurs du Munster

### Logo
Les trois couronnes utilisées comme emblème par le Munster étaient un symbole courant dans toute l’Europe médiévale. Elles sont en lien avec les trois rois mages de l’évangile de St. Mathieu dans le Nouveau Testament, et étaient un symbole de la souveraineté de l’Angleterre sur l’Irlande avant d’être remplacée durant le règne d’Henri VIII d'Angleterre. En 2003 une tête de cerf fut ajoutée à l’emblème. Les cerfs font partie du folklore du Munster depuis le XIe siècle.

### Couleurs et maillots

Drapeau de la province du Munster.

La couleur principale de l'équipe est le rouge qui compose la couleur principale du club. Le banc et le bleu sont également utilisé comme couleurs secondaires. L'équipementier du Munster est, depuis 2007, Adidas succèdent à Canterbury of New Zealand. Entre 2004 et 2013, le sponsor maillot de l'équipe était Toyota, remplacé depuis par la Bank of Ireland.

### Devise
La devise de la province est To the brave and faithful, nothing is impossible traduit de la devise latine du McCarthy Clan : Forti et Fideli nihil difficile. Elle peut se traduire en français par « Au fort et au fidèle, rien n'est impossible ».

## Stade

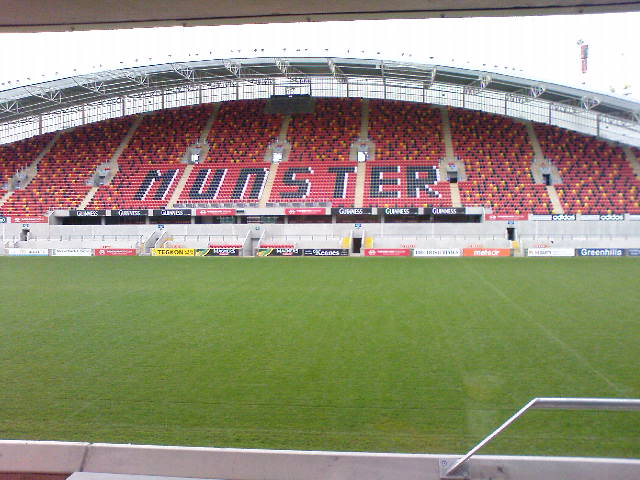
Thomond Park à Limerick

Le Munster joue l'essentiel de ses matchs à Thomond Park à Limerick. Ils disputent également certaines rencontres à Musgrave Park à Cork. Le public de Thomond Park est reconnu pour sa ferveur, et pour son silence durant les coups de pied au but adverses, et l’esprit du Munster est sans doute le mieux résumé par cette phrase locale : « Nous ne faisons pas ce genre de choses ».

## Supporteurs

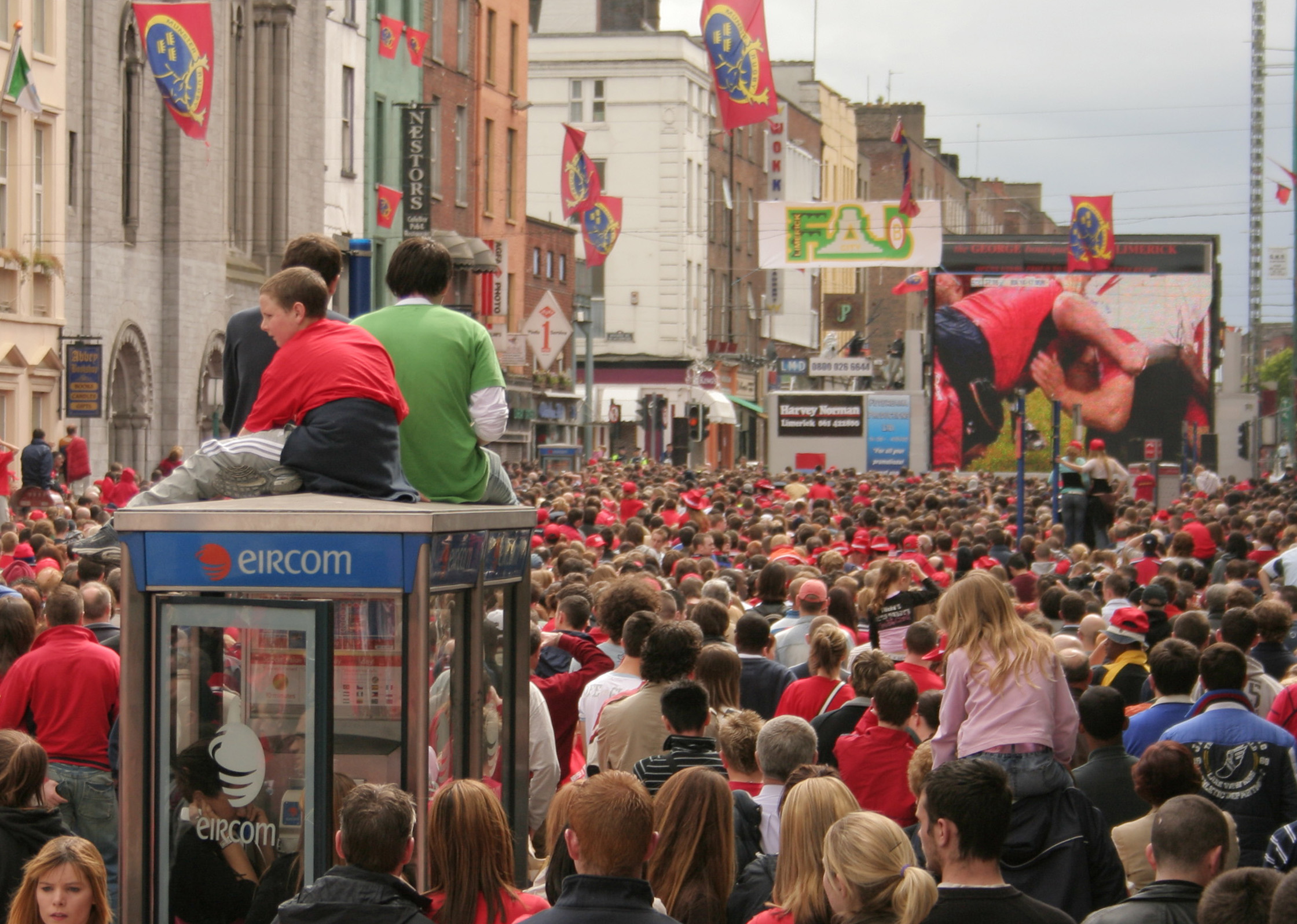
Fans du Munster devant l'écran géant.

Les supporteurs du Munster sont surnommés la Red Army (« l'armée rouge » en français).
Les supporteurs du Munster sont connus pour leur silence lors des tentatives de but de leur équipe mais aussi pour les buteurs adverses. Ils chantent aussi lors des rencontres différents chants tel que The Fields of Athenry (chant populaire irlandais relatant de la grande famine d'Irlande au XIXe siècle) ou encore Stand Up and Fight (de Carmen Jones).

## Munster contre lesAll Blacks
Le Munster a été pendant 111 ans, la seule équipe irlandaise à avoir battu la Nouvelle-Zélande. La victoire sur le score de 12-0 eut lieu le 31 octobre 1978 à Thomond Park. Christy Cantillon inscrivit un essai transformé par Tony Ward. Ward rajouta un drop-goal dans chaque mi-temps. Ce fait d'armes est ensuite égalé le 5 novembre 2016 par l'équipe nationale d'Irlande, qui bat les All Blacks sur le score de 40 à 29 au stade Soldier Field à Chicago, dans le cadre de leur 29e rencontre.
Le match fut immortalisé dans une pièce de théâtre de John Breen, Alone It Stands, et dans un livre d’Alan English, Stand up and fight : when Munster beat the All Blacks. Bien que considérés par certains comme exagérés, les deux œuvres s’avérèrent des succès commerciaux.
Le Munster fit également match nul avec les All Blacks en 1973.
Le 18 novembre 2008, dans un stade de Thomond Park rénové et devant près de 26 000 spectateurs, l'équipe du Munster accueillit de nouveau les All Blacks. Privée de quelques-uns de ses joueurs principaux retenus dans le cadre de la sélection irlandaise (Ronan O'Gara, Paul O'Connell, Donncha O'Callaghan ou encore John Hayes), l'équipe du Munster fit pourtant bonne figure, clôturant la première mi-temps en menant 16-10, grâce notamment à un essai de Barry Murphy. Jusqu'à quatre minutes du terme, l'exploit d'une nouvelle victoire contre la sélection néo-zélandaise habitait Thomond Park, le Munster menant toujours 16-13. Mais c'était sans compter le talent de l'ailier All Blacks Joe Rokocoko qui inscrivit sur le fil l'essai victorieux pour son équipe qui s'impose 16 à 18.

## Histoire récente – Heineken Cup
Jusqu'au 20 mai 2006, le Munster était souvent appelé « la meilleure équipe à  n’avoir jamais remporté la Heineken Cup ». Les hommes en rouge avaient en effet depuis le début de la compétition atteint trois fois les demi-finales, et deux fois la finale, où ils échouèrent à chaque fois.

En 2006, ils atteignent à nouveau la finale pour la troisième fois, rencontrant le Biarritz olympique le 20 mai à Cardiff et s'imposent difficilement 23-19.

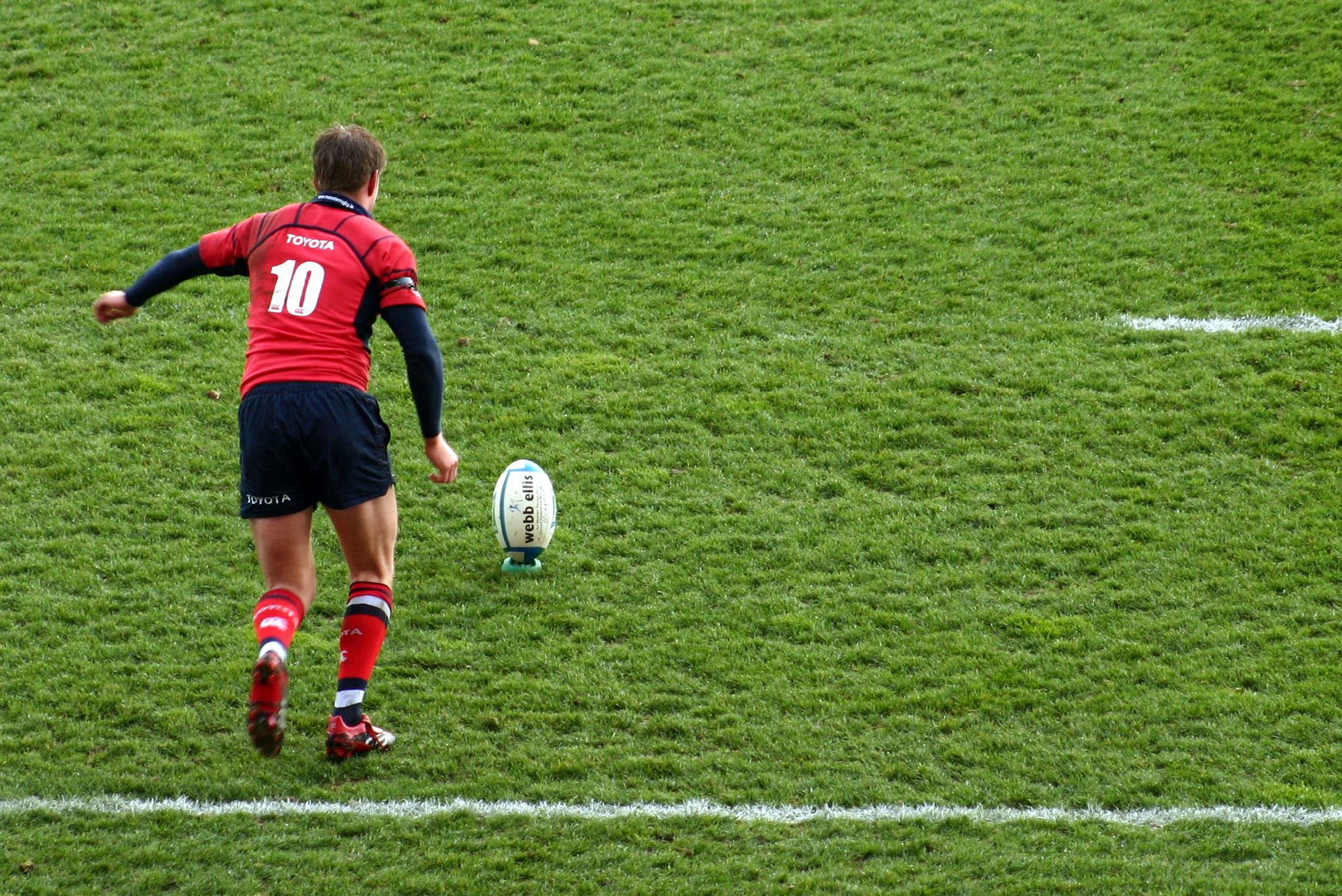
Ronan O'Gara lors du match de coupe d'Europe Munster-Perpignan, le 1er avril 2006

En 2008, nouvelle finale et victoire face au Stade toulousain 16-13, le 24 mai à Cardiff dans un Millennium Stadium pavoisé de rouge et acquis presque entièrement à la cause irlandaise. Avec un essai du troisième ligne Denis Leamy et 11 points acquis grâce au coup de pied assuré de Ronan O'Gara, les joueurs du Munster ont barré la route aux Toulousains qui se voyaient déjà vainqueurs. En seconde mi-temps, Yves Donguy, servi par un exploit de Cédric Heymans, a redonné espoir aux Français mais à 15 minutes du terme, O'Gara allait botter avec réussite sa troisième pénalité offrant l'avance victorieuse à son équipe. Toulouse ne reviendra pas, le jeu étant maitrisé par un pack du Munster remarquable. L'homme du match sera le flanker irlandais Alan Quinlan.
La saison 2008-2009 verra le Munster échouer aux portes de la finale. Dans une demi-finale 100 % irlandaise jouée le 2 mai à Croke Park (Dublin) devant 82.208 spectateurs (un record mondial d'assistance pour un match de clubs), le Munster allait s'incliner devant le Leinster 25-6. Crucifiée par trois essais marqués par les arrières internationaux du Leinster (Gordon D'Arcy, Luke Fitzgerald et Brian O'Driscoll), l'équipe du Munster ne sera jamais vraiment en mesure de l'emporter.
Clayton McMillan (en), entraîneur néo-zélandais des Chiefs, est nommé à la tête du Munster avec un contrat de trois ans à partir de juillet 2025. Il remplace ainsi Ian Costello, entraîneur intérimaire, à la fin de la saison 2024-2025. Costello devient manager général.

## Palmarès
- Coupe d'Europe :

- - Vainqueur (2) : 2006 et 2008.
  - Finaliste (2) : 2000 et 2002.
- Challenge européen :
  - Demi-finaliste (1) : 2011.
- Celtic League/Pro12/Pro14/United Rugby Championship :
  - Champion (4) : 2003, 2009, 2011 et 2023
  - Vice-champion (5) : 2001, 2005, 2015, 2017 et 2021
- Championnat inter-provinces :
  - Vainqueur : 22

## Personnalité du club

### Anciens joueurs
- Anthony Foley
- John Hayes
- Rob Henderson
- Mick O'Driscoll
- Mike Prendergast
- David Wallace
- Donncha O'Callaghan
- Paul O'Connell
- Keith Wood
- Ronan O'Gara
- Peter Stringer
- Jerry Flannery
- Conor Murray
- Mick Galwey
- Chris Wyatt
- Lucas González Amorosino
- Paul Warwick
- Mark Chisholm
- Federico Pucciariello
- BJ Botha
- Christian Cullen
- Doug Howlett

### Liste des entraîneurs
| Période                   | Entraîneur en chef                                                      | Adjoint(s)                                                                                                 | Titre(s)                              |
| 1998-2002                 | Declan Kidney                                                           | Niall O'Donovan                                                                                            |                                       |
| 2002-2005                 | Alan Gaffney                                                            | Brian Hickey                                                                                               | Celtic League 2003                    |
| 2005-2006                 | Declan Kidney                                                           | Brian Hickey                                                                                               | H Cup 2006                            |
| 2006-2008                 | Declan Kidney                                                           | Brian Hickey Jim Williams (avants)                                                                         | H Cup 2008                            |
| 2008-2011                 | Tony McGahan                                                            | Laurie Fisher (avants) Jason Holland (arrières)                                                            | Celtic League 2009 Celtic League 2011 |
| 2011-2012                 | Tony McGahan                                                            | Anthony Foley (avants) Jason Holland (arrières)                                                            |                                       |
| 2012-2014                 | Rob Penney                                                              | Anthony Foley (avants) Simon Mannix (arrières)                                                             |                                       |
| 2014-2016                 | Anthony Foley                                                           | Brian Walsh (arrières) Ian Costello (défense) Jerry Flannery (mêlée)                                       |                                       |
| 2016-Octobre 2016         | Johan Erasmus (directeur du rugby) Anthony Foley (entraîneur principal) | Jerry Flannery (mêlée) Jacques Nienaber (défense) Felix Jones (skills)                                     |                                       |
| Octobre 2016-Octobre 2017 | Johan Erasmus (directeur du rugby)                                      | Jerry Flannery (mêlée) Jacques Nienaber (défense) Felix Jones (skills)                                     |                                       |
| Octobre 2017-2019         | Johann van Graan                                                        | Jerry Flannery (avants) Felix Jones (arrières et attaque) JP Ferreira (défense, à partir de décembre 2017) |                                       |
| 2019-2022                 | Johann van Graan                                                        | Stephen Larkham Graham Rowntree (avants) JP Ferreira (défense)                                             |                                       |
| 2022-Octobre 2024         | Graham Rowntree                                                         | Mike Prendergast (attaque) Andy Kyriacou (avants) Denis Leamy (défense)                                    | United Rugby Championship 2023        |
| À partir de novembre 2024 |                                                                         | Mike Prendergast (attaque) Andy Kyriacou (avants) Denis Leamy (défense)                                    |                                       |
| À partir de juillet 2025  | Clayton McMillan (en)                                                   | Mike Prendergast (attaque) Alex Codling (avants) Denis Leamy (défense)                                     |                                       |
| À partir de juillet 2025  | Clayton McMillan (en)                                                   | Mike Prendergast (attaque) Alex Codling (avants) Denis Leamy (défense)                                     |                                       |

### Anciennes équipes

#### Équipe championne d'Europe 2006
15 Shaun Payne, 14 Anthony Horgan, 13 John Kelly, 12 Trevor Halstead, 11 Ian Dowling, 10 Ronan O'Gara, 9 Peter Stringer, 8 Anthony Foley (capitaine), 7 David Wallace, 6 Denis Leamy, 5 Paul O'Connell, 4 Donncha O'Callaghan, 3 John Hayes, 2 Jerry Flannery, 1 Marcus Horan.
Remplaçants : 16 Denis Fogarty, 17 Federico Pucciariello, 18 Mick O'Driscoll, 19 Alan Quinlan, 20 Tomas O'Leary, 21 Jeremy Manning, 22 Rob Henderson.

#### Équipe championne d'Europe 2008
15 Denis Hurley, 14 Doug Howlett, 13 Rua Tipoki, 12 Lifeimi Mafi, 11 Ian Dowling, 10 Ronan O'Gara, 9 Tomas O'Leary, 8 Denis Leamy, 7 David Wallace, 6 Alan Quinlan, 5 Paul O'Connell (capitaine) puis Mick O'Driscoll (entre la 58e et la 60e), 4 Donncha O'Callaghan, 3 John Hayes, 2 Jerry Flannery, 1 Marcus Horan puis Tony Buckley (entre la 64e et la 74e).
Remplaçants : 16 Frankie Sheahan, 17 Tony Buckley, 18 Mick O'Driscoll, 19 Donnacha Ryan, 20 Peter Stringer, 21 Paul Warwick, 22 Keith Earls.

### Effectif 2025-2026
Le tableau suivant récapitule l'effectif professionnel de l'équipe du Munster pour la saison 2024-2025.
| Nom                      | Naissance        | Nationalité sportive | Sélections (points) | Dernier club     | Arrivée au club |
| Talonneurs               | Talonneurs       | Talonneurs           | Talonneurs          | Talonneurs       | Talonneurs      |
| ------------------------ | ---------------- | -------------------- | ------------------- | ---------------- | --------------- |
| Diarmuid Barron          | 6 août 1998      | Irlande              | -                   | Formé au club    | 2018            |
| Lee Barron               | 15 février 2001  | Irlande              | -                   | Leinster         | 2025            |
| Niall Scannell           | 8 avril 1992     | Irlande              | 21 (5)              | Formé au club    | 2013            |
| Piliers                  |                  |                      |                     |                  |                 |
| Mark Donnelly            | 14 mars 2001     | Irlande              | -                   | Formé au club    | 2021            |
| Oli Jager                | 5 juillet 1995   | Irlande              | 1 (0)               | Crusaders        | 2023            |
| Jeremy Loughman          | 22 juillet 1995  | Irlande              | 5 (0)               | Leinster         | 2017            |
| Michael Milne            | 5 février 1999   | Irlande              | 2 (0)               | Leinster         | 2025            |
| John Ryan                | 2 août 1988      | Irlande              | 24 (5)              | Chiefs           | 2024            |
| Kieran Ryan              | 30 janvier 2002  | Irlande              | -                   | Formé au club    | 2023            |
| Roman Salanoa            | 28 octobre 1997  | Irlande              | -                   | Leinster         | 2020            |
| Josh Wycherley           | 22 juillet 1999  | Irlande              | -                   | Formé au club    | 2020            |
| Deuxièmes lignes         |                  |                      |                     |                  |                 |
| Thomas Ahern             | 22 décembre 2000 | Irlande              | 2 (0)               | Formé au club    | 2020            |
| Tadhg Beirne             | 8 janvier 1992   | Irlande              | 61 (60)             | Scarlets         | 2018            |
| Edwin Edogbo             | 21 décembre 2002 | Irlande              | -                   | Formé au club    | 2022            |
| Jean Kleyn               | 26 août 1993     | Afrique du Sud       | 7 (0)               | Stormers         | 2016            |
| Evan O'Connell           | 4 mai 2004       | Irlande              | -                   | Formé au club    | 2024            |
| Fineen Wycherley         | 11 décembre 1997 | Irlande              | 1 (0)               | Formé au club    | 2017            |
| Troisièmes lignes aile   |                  |                      |                     |                  |                 |
| John Hodnett             | 10 janvier 1999  | Irlande              | -                   | Formé au club    | 2020            |
| Alex Kendellen           | 3 mars 2001      | Irlande              | 1 (5)               | Formé au club    | 2021            |
| Ruadhán Quinn            | 17 octobre 2003  | Irlande              | -                   | Formé au club    | 2022            |
| Jack O'Donoghue          | 8 janvier 1994   | Irlande              | 2 (0)               | Formé au club    | 2014            |
| Troisièmes lignes centre |                  |                      |                     |                  |                 |
| Gavin Coombes            | 11 décembre 1997 | Irlande              | 3 (5)               | Formé au club    | 2018            |
| Brian Gleeson            | 5 février 2004   | Irlande              |                     | Formé au club    | 2023            |
| Demis de mêlée           |                  |                      |                     |                  |                 |
| Craig Casey              | 19 avril 1999    | Irlande              | 20 (17)             | Formé au club    | 2019            |
| Ethan Coughlan           | 13 avril 2002    | Irlande              | -                   | Formé au club    | 2021            |
| Paddy Patterson          | 30 novembre 1998 | Irlande              | -                   | Leinster         | 2021            |
| Demis d'ouverture        |                  |                      |                     |                  |                 |
| Tony Butler              | 23 avril 2002    | Irlande              | -                   | Formé au club    | 2021            |
| Jack Crowley             | 13 janvier 2000  | Irlande              | 26 (153)            | Formé au club    | 2021            |
| JJ Hanrahan              | 27 juillet 1992  | Irlande              | -                   | Connacht         | 2025            |
| Centres                  |                  |                      |                     |                  |                 |
| Tom Farrell              | 1er octobre 1993 | Irlande              | -                   | Connacht         | 2024            |
| Fionn Gibbons            | 12 juin 2002     | Irlande              | -                   | Formé au club    | 2023            |
| Dan Kelly                | 16 juin 2001     | Angleterre           | 1 (0)               | Leicester Tigers | 2025            |
| Alex Nankivell           | 25 octobre 1996  | Nouvelle-Zélande     | -                   | Chiefs           | 2023            |
| Seán O'Brien             | 12 mai 1998      | Irlande              | -                   | Exeter Chiefs    | 2023            |
| Ailiers                  |                  |                      |                     |                  |                 |
| Shane Daly               | 19 décembre 1996 | Irlande              | 2 (0)               | Formé au club    | 2018            |
| Diarmuid Kilgallen       | 3 août 2000      | Irlande              | -                   | Connacht         | 2024            |
| Shay McCarthy            | 6 juin 2002      | Irlande              | -                   | Formé au club    | 2023            |
| Calvin Nash              | 8 août 1997      | Irlande              | 12 (20)             | Formé au club    | 2017            |
| Andrew Smith             | 21 juillet 2000  | Irlande              | -                   | Connacht         | 2025            |
| Arrières                 |                  |                      |                     |                  |                 |
| Thaakir Abrahams         | 10 janvier 2000  | Afrique du Sud       | -                   | Lyon OU          | 2024            |
| Mike Haley               | 28 juin 1994     | Irlande              | 1 (0)               | Sale Sharks      | 2018            |